# Odby Sogn
Odby Sogn var et sogn i Struer Provsti (Viborg Stift).
I 1800-tallet var Odby Sogn anneks til Søndbjerg Sogn. Begge sogne hørte til Refs Herred i Thisted Amt. Søndbjerg-Odby sognekommune blev ved kommunalreformen i 1970 indlemmet i Thyholm Kommune, som ved strukturreformen i 2007 indgik i Struer Kommune.
I Odby Sogn ligger Odby Kirke.
1.	december 2024 indgik sognet i Søndbjerg-Odby Sogn
I sognet findes følgende autoriserede stednavne:
- Bjørndal (bebyggelse)
- Lavbjerg (bebyggelse)
- Lavbjerg Hage (areal)
- Odby (bebyggelse, ejerlav)
- Odby Sø (areal)
- Oddesund Drag (bebyggelse)
- Oddesund Nord (bebyggelse)
- Serup (bebyggelse, ejerlav)
- Skalshøj (bebyggelse)
- Sunddraget (areal)
- Uglev (bebyggelse)